# Zadnije Czudi
Zadnije Czudi (ros. Задние Чуди) – wieś w Rosji, w rejonie czerepowieckim obwodu wołogodzkiego. W 2010 r. liczyła 20 mieszkańców.